# Plac Andrzeja w Katowicach
Plac Andrzeja – plac usytuowany w Śródmieściu Katowic. Położony jest na styku ulic: Mikołaja Kopernika (od południa), Marii Skłodowskiej-Curie (od wschodu) oraz Andrzeja (od północy). Od strony wschodniej znajduje się wylot ulicy Krzywej. Od strony zachodniej sąsiadują budynki aresztu śledczego i sądu okręgowego.

## Historia
Plac został wytyczony w okresie szybkiej rozbudowy śródmieścia na przełomie XIX i XX wieku. Nie wiadomo, skąd pochodzi nazwa placu (w grę wchodzi kuźnik z Bogucic  lub Andrzej Apostoł). Przed 1922 plac nosił nazwę Andreasplatz, natomiast w okresie PRL-u plac 22 Lipca.
Plac był zawsze własnością miasta. Na przełomie XIX i XX w. zlokalizowane było na nim targowisko dla bydła i koni. Od 1905 roku na Andreasplatz grały dwa katowickie kluby piłkarskie: Diana Kattowitz (do 1920 roku) oraz FC Kattowitz. W tym okresie wyświetlano tu także plenerowo pokazy kinematograficzne. W połowie lat 20. XX w. planowano wybudować na placu, kosztem ok. 2,5 miliona ówczesnych złotych, nowy katowicki ratusz, do czego jednak nie doszło.

## Architektura
Plac pełni funkcje rekreacyjne. Na placu zawsze istniała fontanna. Została odnowiona w 2000 roku, mieszkańcy nazwali ją Jędruś. Na placu rosną topole oraz żywopłot z berberysu pospolitego odmiany purpurowej (Berberis vulgaris 'Atropurpurea'). 
U zbiegu ulic Mikołaja Kopernika i Marii Curie-Skłodowskiej, vis-à-vis kościoła garnizonowego odsłonięto 24 maja 2001 roku pomnik Ofiar Katynia autorstwa Stanisława Hochuła (rzeźbiarz) i Mariana Skałkowskiego (projektant). Na murze więzienia (róg placu Andrzeja i ulicy Mikołaja Kopernika) umieszczona została tablica upamiętniająca żołnierzy Śląskiego Okręgu Armii Krajowej zamordowanych w katowickim więzieniu w czasie II wojny światowej i w okresie stalinowskim.

## Galeria

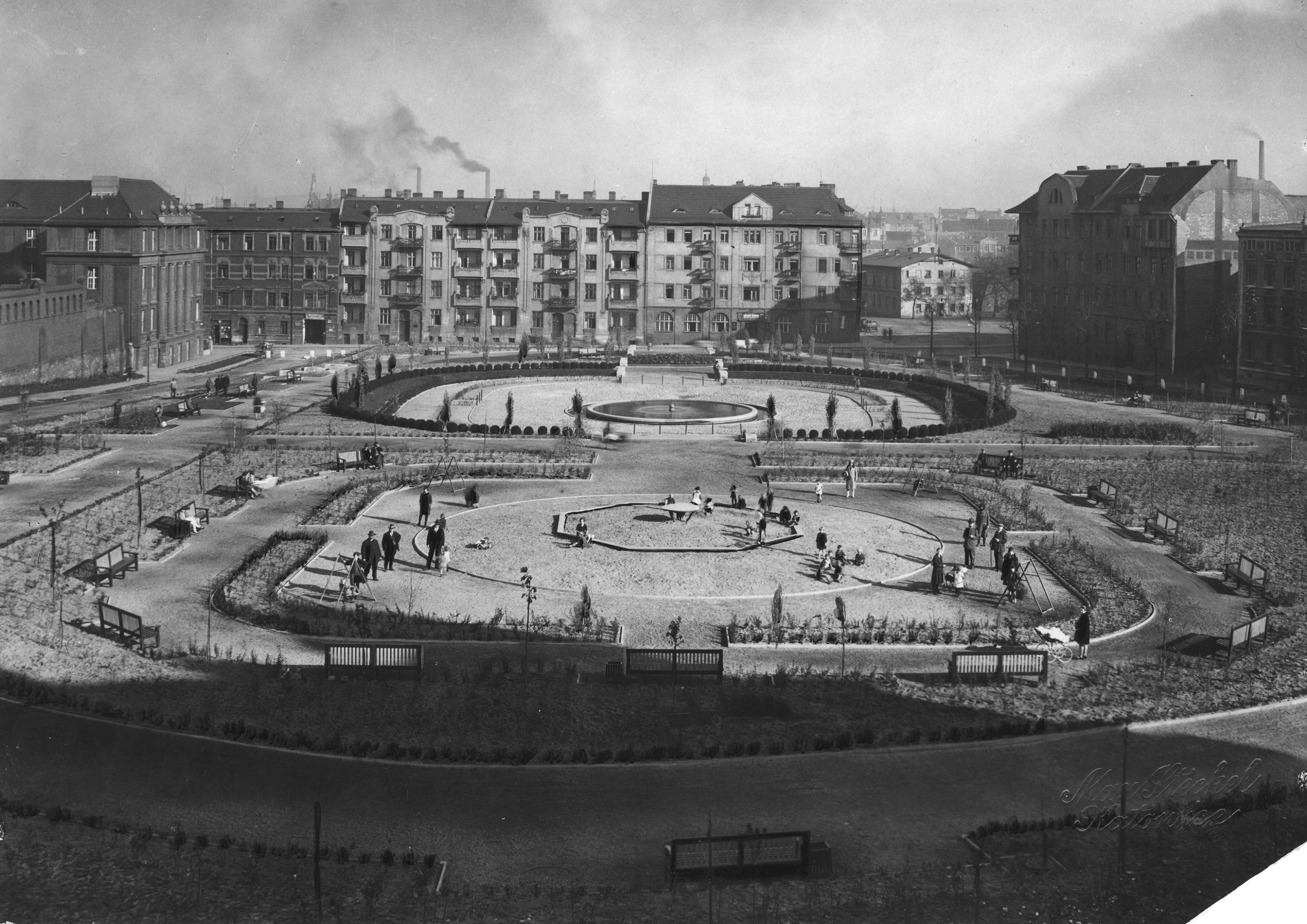
Plac w dwudziestoleciu międzywojennym
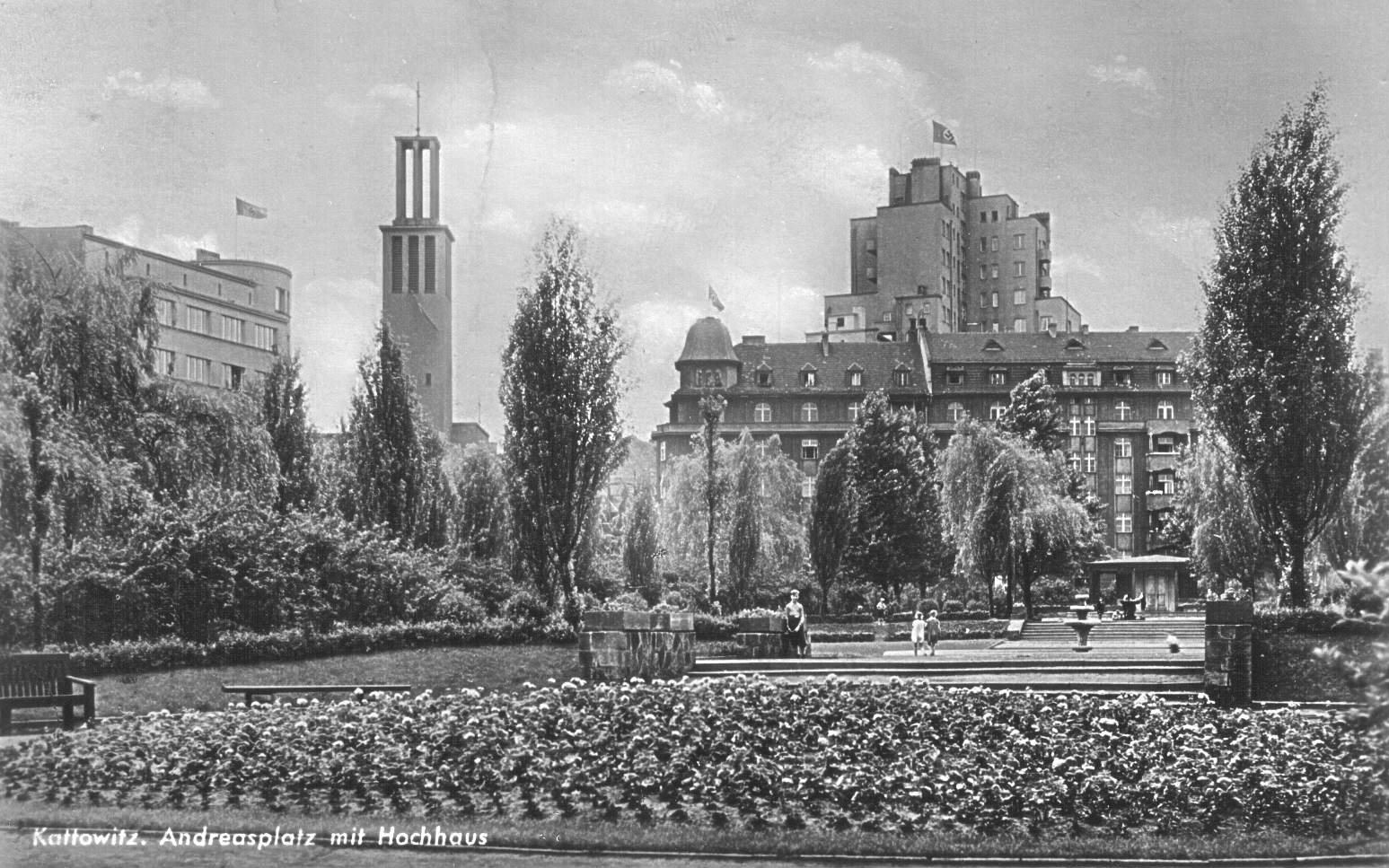
Plac podczas II wojny światowej
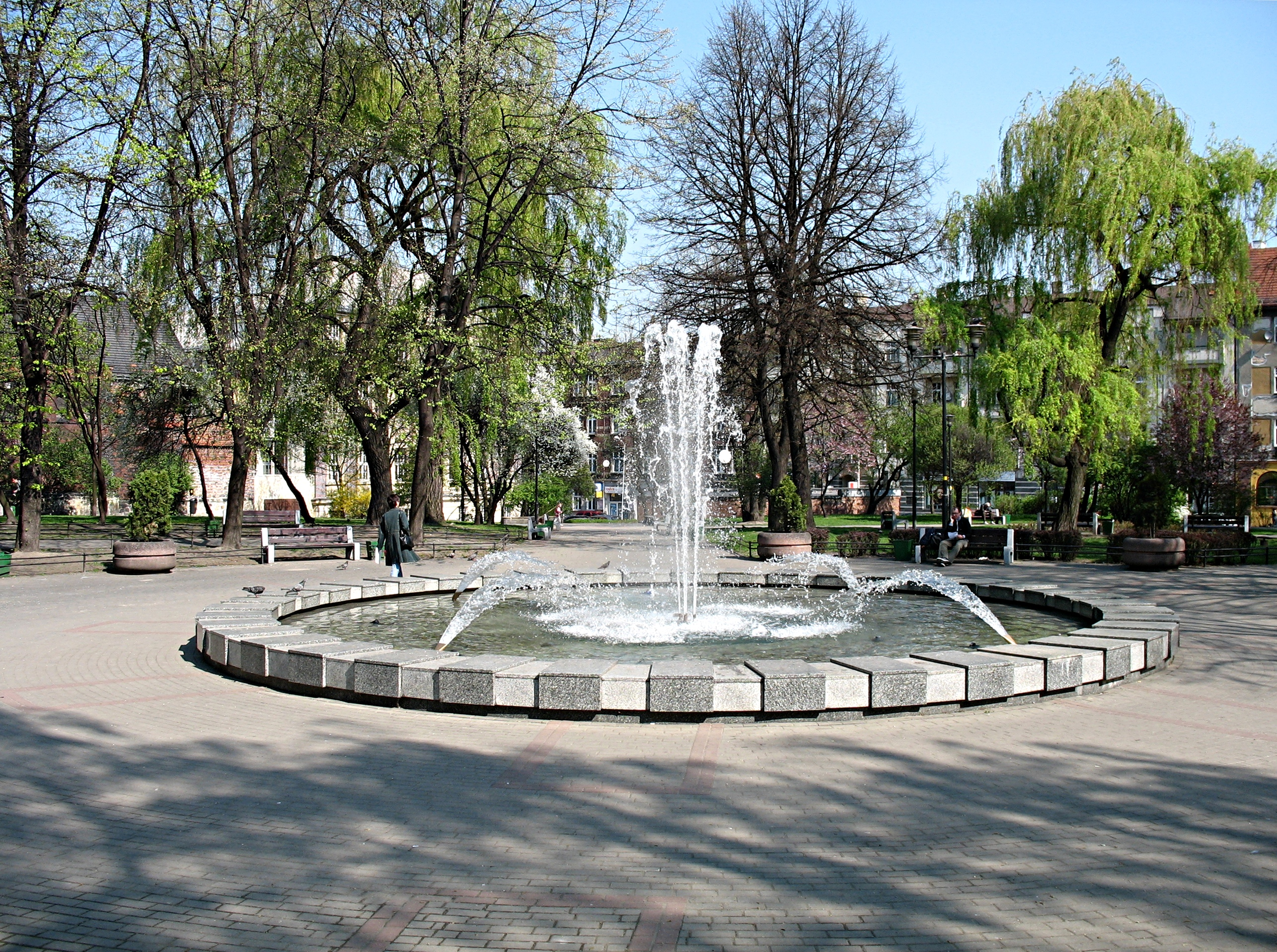
Fontanna (2011)
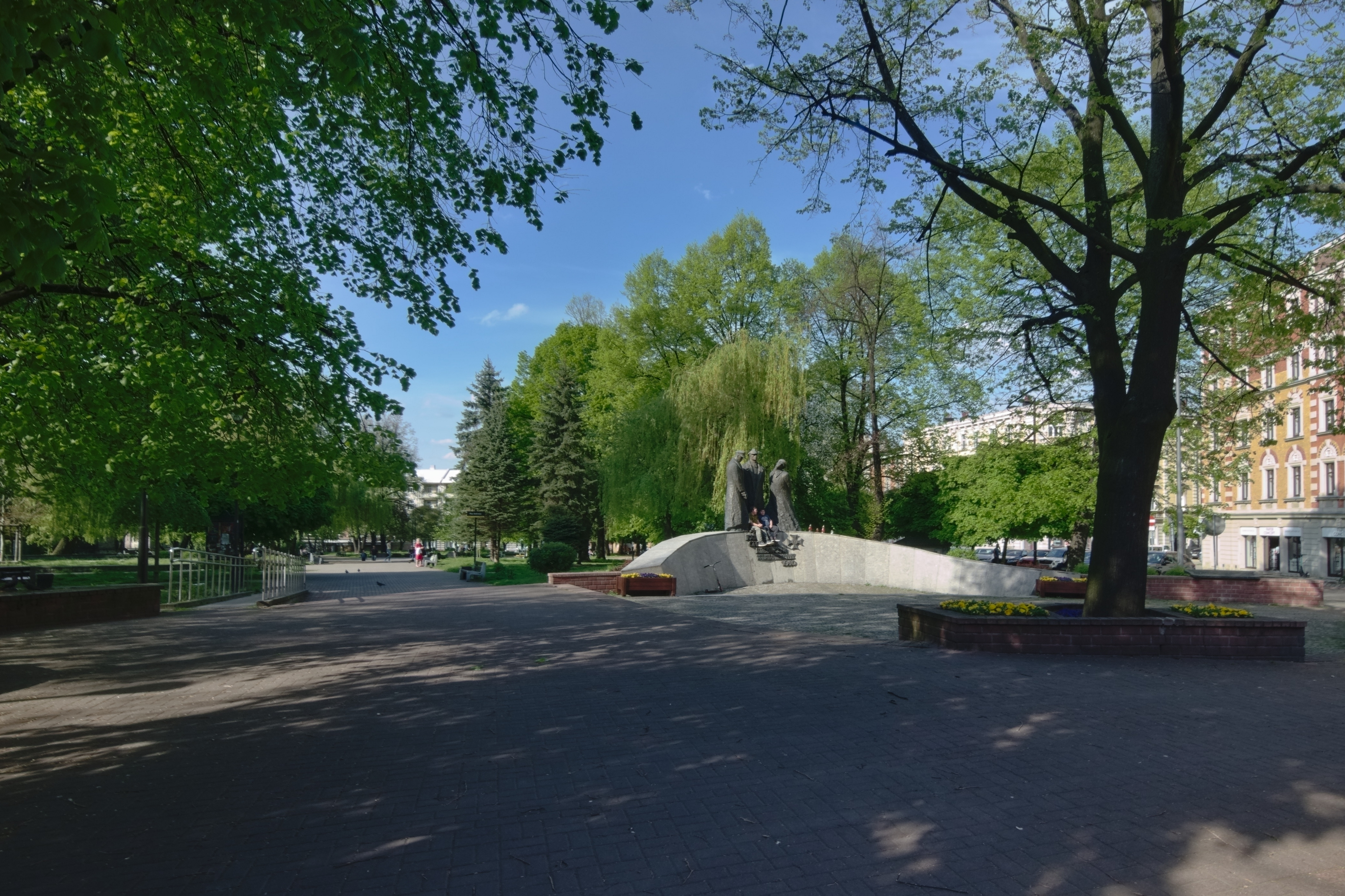
Część południowa placu z pomnikiem (2023)
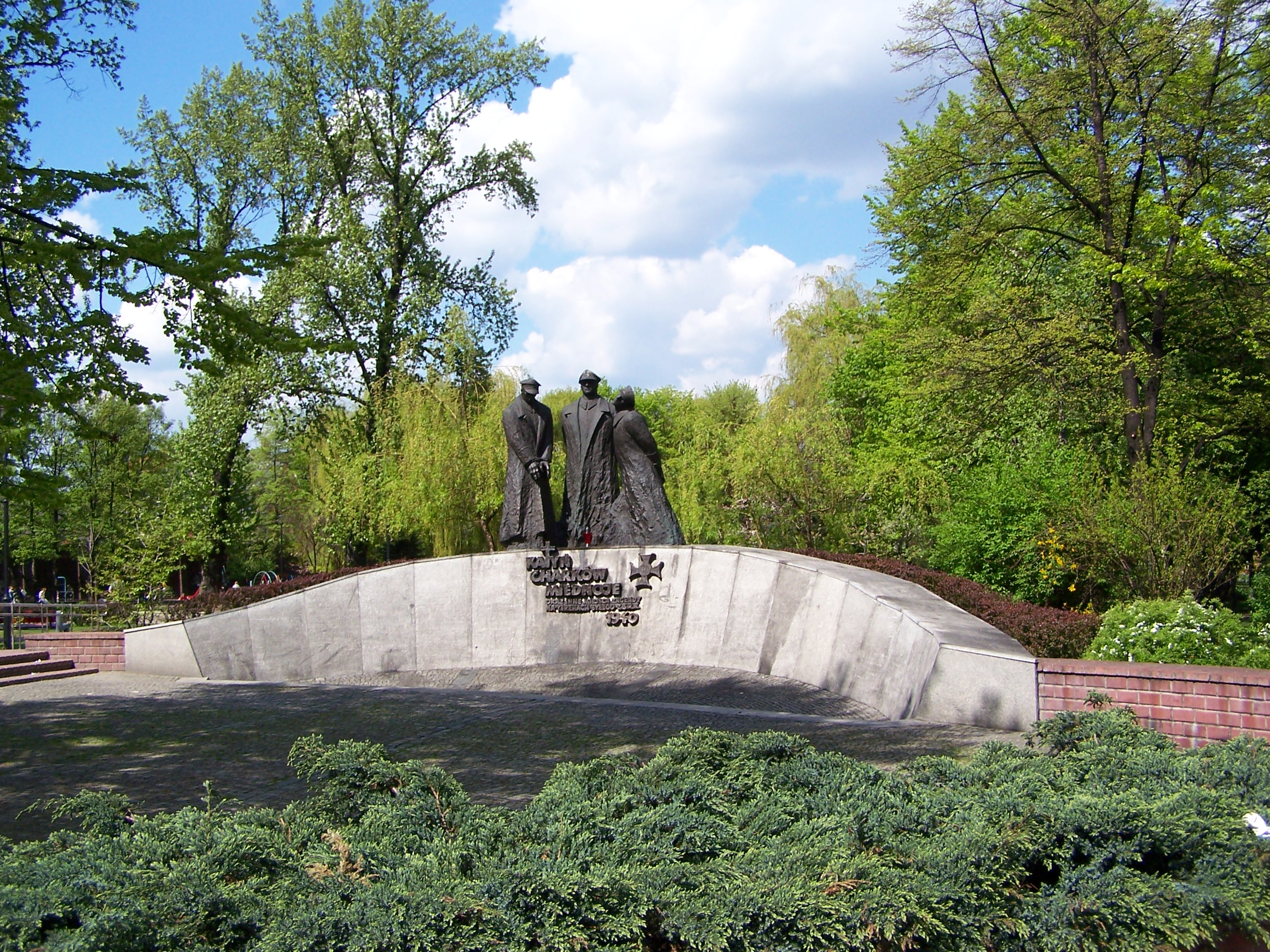
Pomnik Ofiar Katynia (2006)
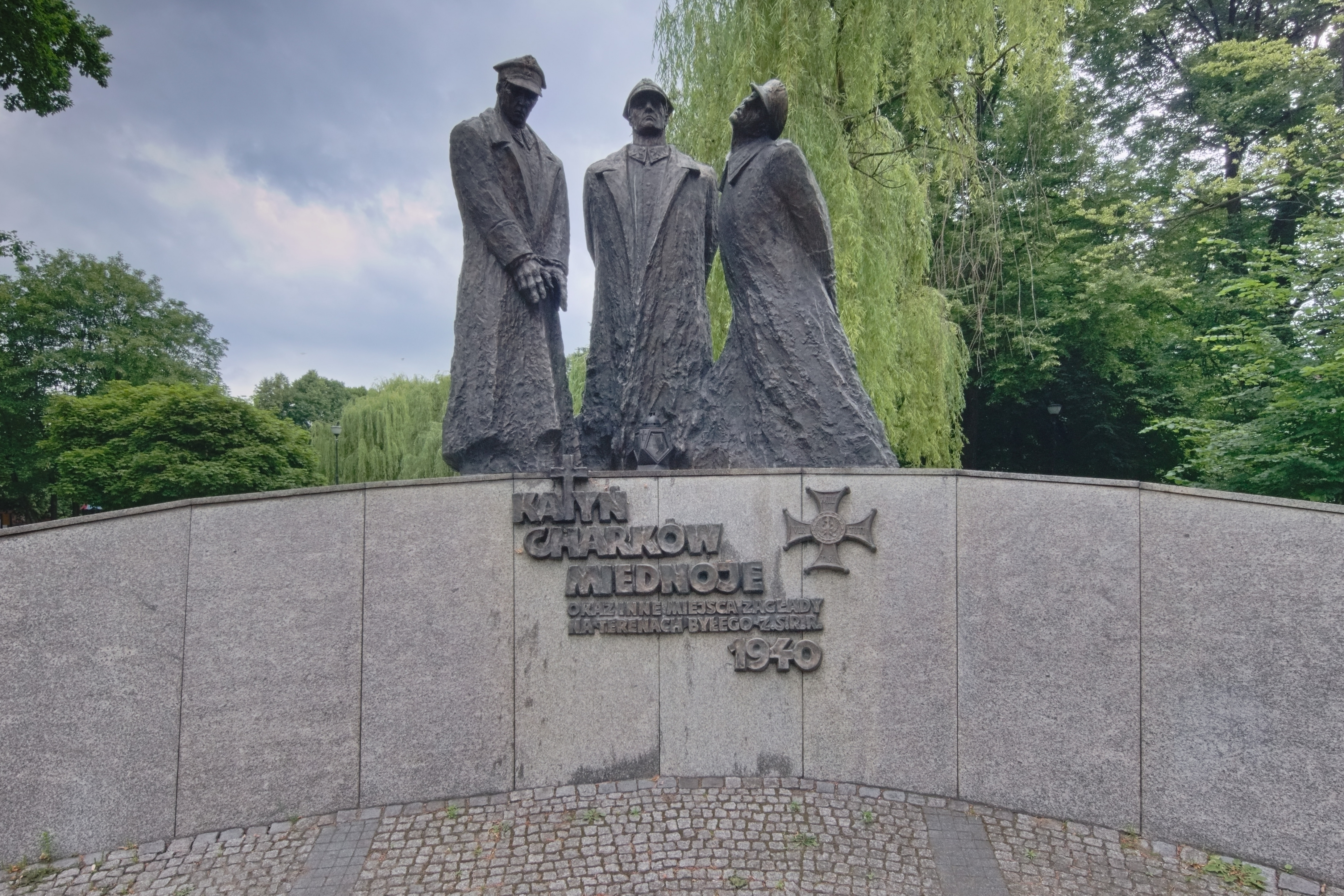
Rzeźby żołnierzy na pomniku (2024)
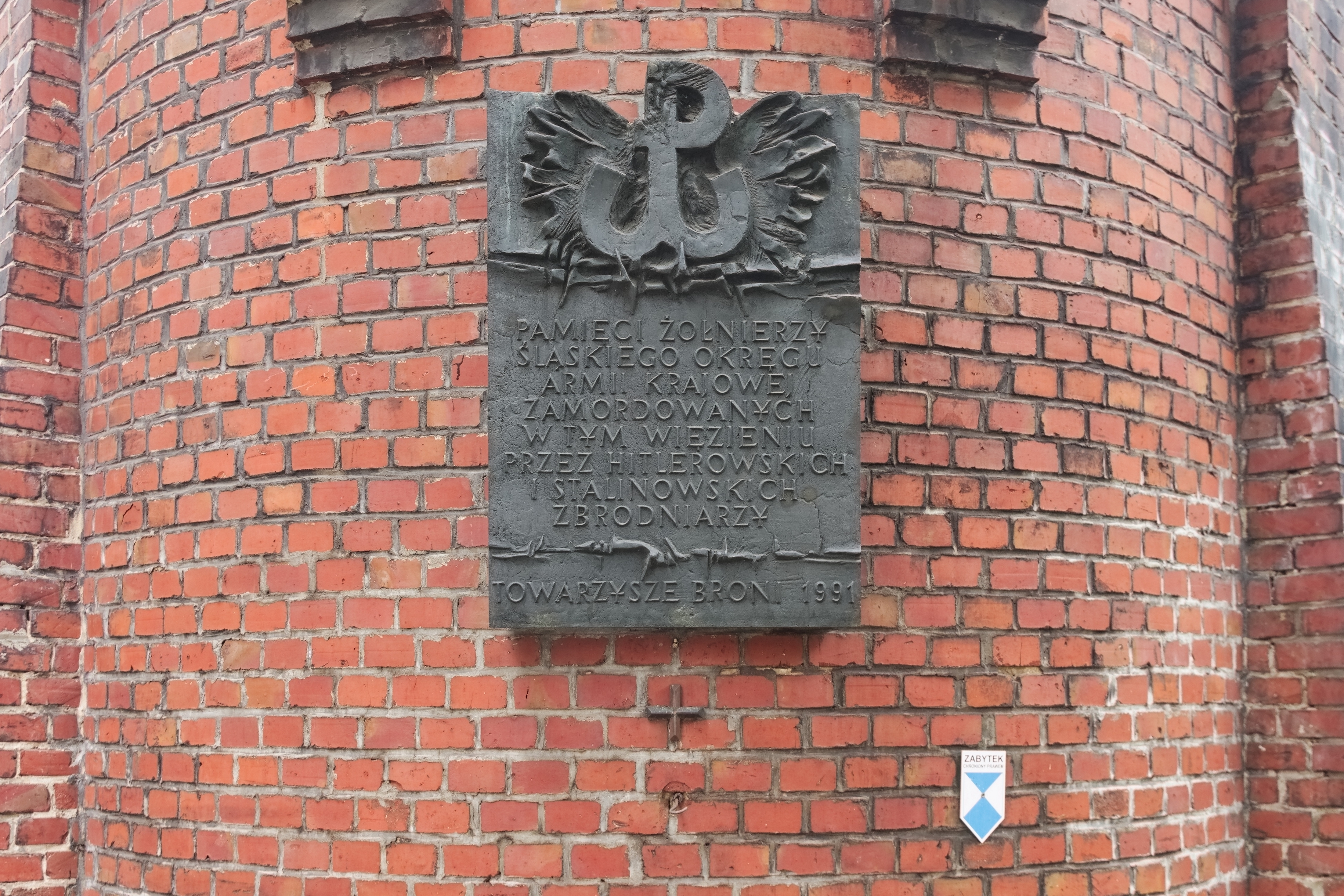
Tablica pamiątkowa na murze więzienia (2024)